# 櫻台站 (福岡縣)

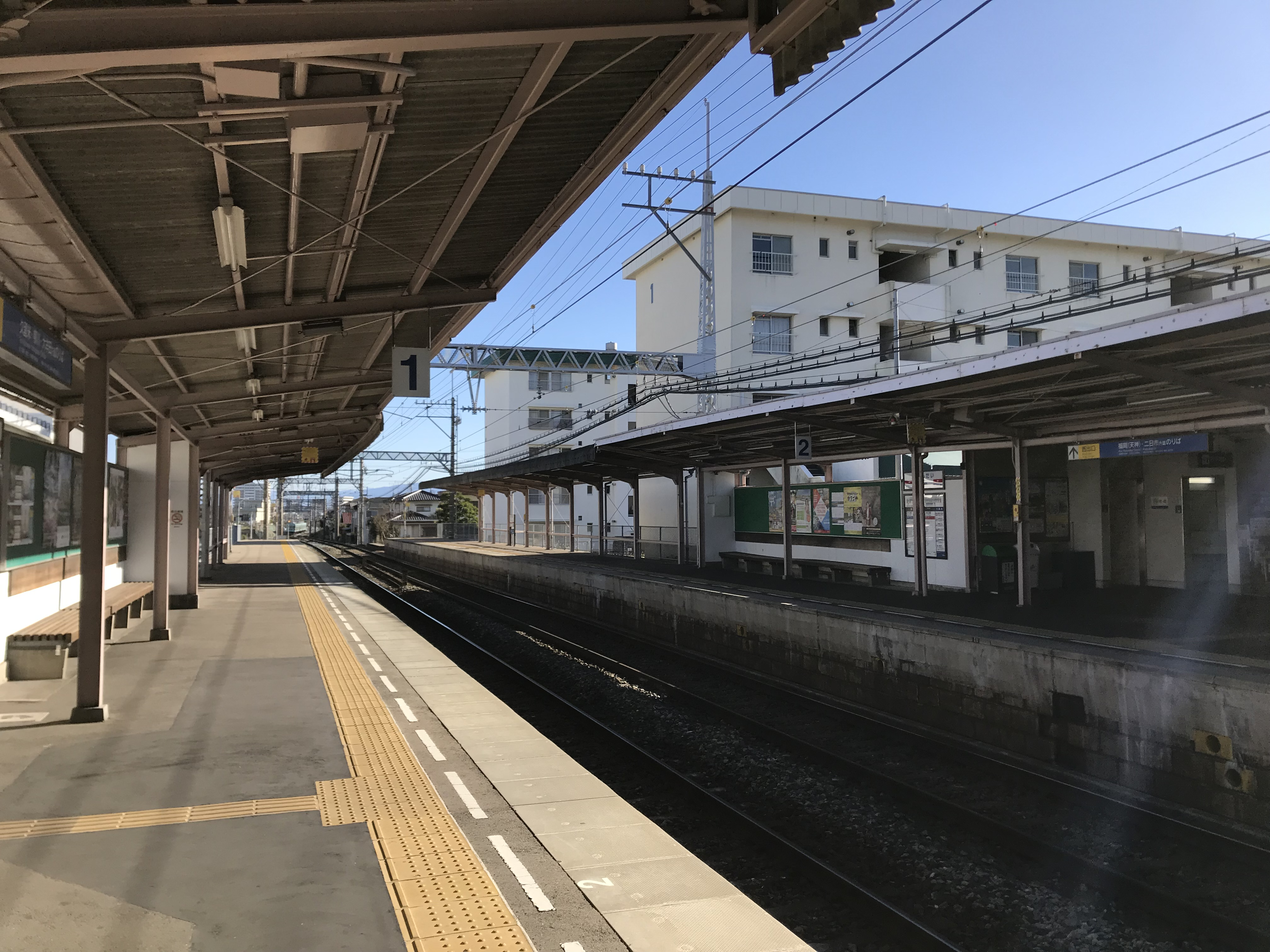
月台（2017年12月）

櫻台站（日语：／ Sakuradai eki */?）是位於福岡縣筑紫野市，屬於西日本鐵道（西鐵）的天神大牟田線車站。車站編號為T16。

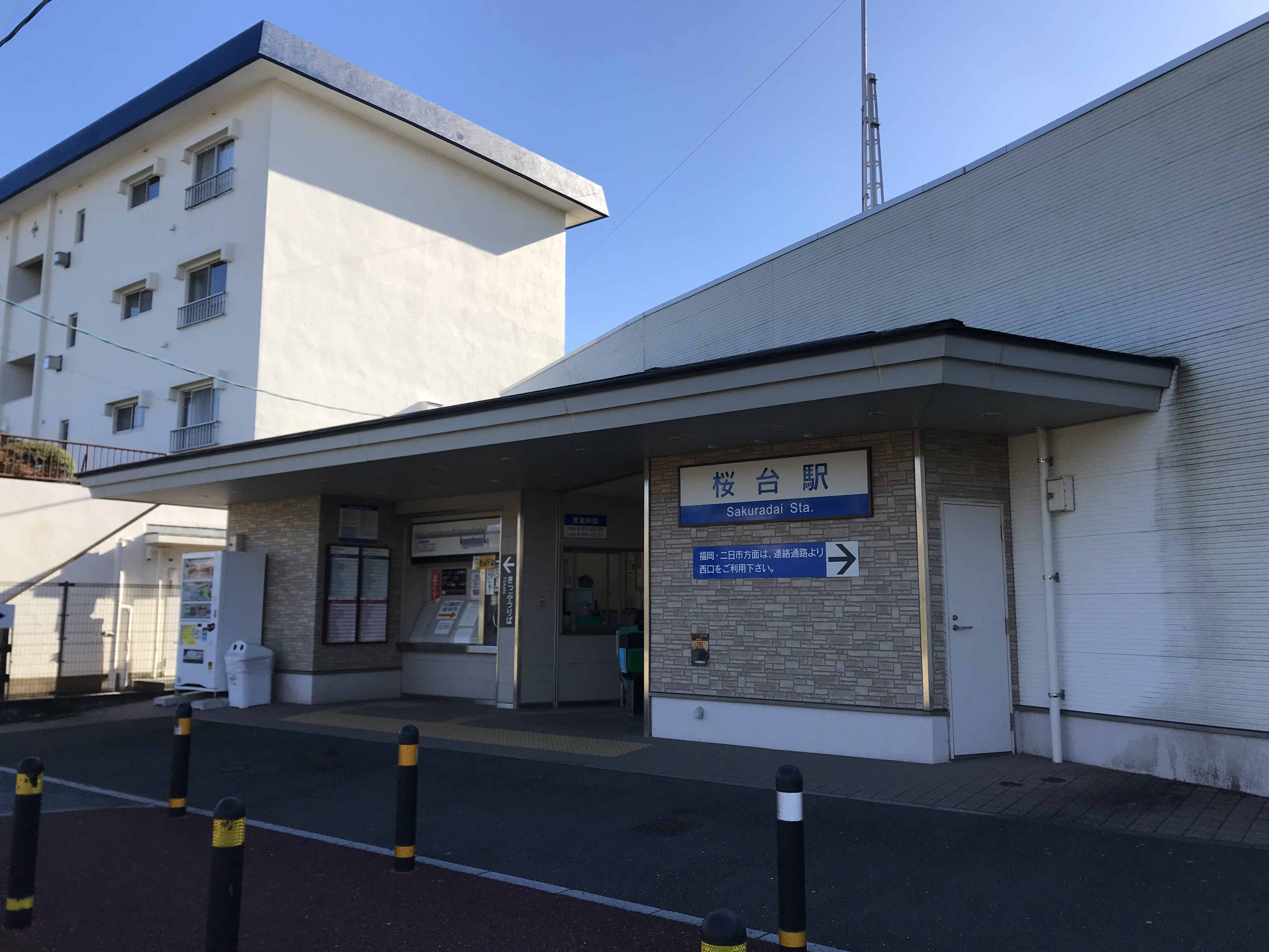
東口（2017年12月）

## 歷史
此站周邊地周發展住宅區下啟用。
- 1971年（昭和46年）3月1日 - 車站啟用。
- 2006年（平成18年）9月11日 - 設置東出口[1]。
- 2008年（平成20年）5月18日 - 此站開始可以使用IC卡nimoca。
- 2017年（平成29年）2月1日 - 此站引入車站編號[2]。

## 車站構造
此站是地面車站，設有2面2線的相對式月台。此站是有人車站，站內設有自動售票機和自動閘機。在車站啟用初期於上行月台側（西側）設有站房與驗票閘口。2006年9月11日起，下行月台側（東側）也新設站房與驗票閘口。

### 月台
| 月台 | 路線          | 上下行 | 方向                     | 備註 |
| ---- | ------------- | ------ | ------------------------ | ---- |
| 1    | ■天神大牟田線 | 下行   | 久留米、柳川、大牟田方向 |      |
| 2    | ■天神大牟田線 | 上行   | 二日市、福岡（天神）方向 |      |

## 使用狀況
在2019年度，每日平均上下車人次為1,950人。
以下為各年度每日平均乘車和上下車人次列表。
| 年度   | 每日平均 乘車人次 | 每日平均 上下車人次 |
| ------ | ----------------- | ------------------- |
| 1996年 | 1,603             | 3,175               |
| 1997年 | 1,499             | 2,997               |
| 1998年 | 1,425             | 2,865               |
| 1999年 | 1,377             | 2,743               |
| 2000年 | 1,329             | 2,649               |
| 2001年 | 1,241             | 2,455               |
| 2002年 | 1,216             | 2,405               |
| 2003年 | 1,194             | 2,380               |
| 2004年 | 1,162             | 2,321               |
| 2005年 | 1,137             | 2,263               |
| 2006年 | 1,134             | 2,279               |
| 2007年 | 1,115             | 2,230               |
| 2008年 | 1,088             | 2,166               |
| 2009年 | 1,090             | 2,175               |
| 2010年 | 1,096             | 2,197               |
| 2011年 | 1,120             | 2,243               |
| 2012年 | 1,110             | 2,210               |
| 2013年 | 1,112             | 2,226               |
| 2014年 | 1,085             | 2,181               |
| 2015年 | 1,066             | 2,155               |
| 2016年 | 1,025             | 2,080               |
| 2017年 | 1,044             | 2,119               |
| 2018年 | 1,011             | 2,062               |
| 2019年 |                   | 1,950               |

## 車站周邊
此站位於筑紫野市中央，車站周邊沒有古老村落。在1970年代後，福岡市開始於周邊開發睡房城市，因此車站附近沒有大規模商業設施。車站西邊300米的舊國道3號（縣道77號）與天神大牟田線並行。車站西北方500米處設有[國道3號 (日本)|國道3號]]。
車站西邊600米處設有鹿兒島本線路軌，但是鹿兒島本線沒有在該處設站。
- 筑紫野農業者培訓中心
- 筑紫野櫻台郵局
- Joyfull（日语：ジョイフル）筑紫野櫻台店

## 相鄰車站
西日本鐵道
■天神大牟田線
■特急、■急行
通過
■普通
朝倉街道（T15）－櫻台（T16）－筑紫（T17）

## 注腳
1. ↑  西鉄天神大牟田線　桜台駅「東口」を営業開始します！（日語） - 西鐵集團官方網站，2006年9月7日（互聯網存檔）
2. ↑   (PDF). 西日本鐵道. 2017-01-24  [2017年3月20日]. （原始内容存档 (PDF)于2020-07-28） （日语）.
3. ↑  . 西日本鉄道株式会社.   [2021-01-14]. （原始内容存档于2021-01-29） （日语）.
4. ↑  福岡市統計書 （運輸・通信） 私鐵各站上下車人次
5. ↑  2001年版 福岡市統計書 （页面存档备份，存于）（日語） 2021年3月22日參閲。
6. ↑  筑紫野市統計書  第11章 運輸および通信 （页面存档备份，存于）（日語） 私鐵各站上下車人次，2021年3月22日參閲

## 外部連結
- 櫻台站（西鐵沿線web） （页面存档备份，存于）（日語）